# The Greenhouse
The Greenhouse is een restaurant in Dublin, Ierland. Het restaurant heeft sinds 2016 een Michelinster.
Chef-kok is de Fin Mikael Viljanen. Op 7 oktober 2019 werd bekendgemaakt dat het in de gids voor 2020 een tweede Michelinster kreeg.
"Kenners" achtten het restaurant al eerder ster-waardig maar tot hun ongenoegen kreeg het restaurant zowel in 2013 als in 2014 geen erkenning.

## Onderscheidingen
- Michelinster 2016, 2017